# Onil Xavier dos Santos
Onil Xavier dos Santos (? — ?) foi um político brasileiro.
Foi eleito, em 3 de outubro de 1954, deputado estadual, pelo PRP, para a 39ª e 40ª Legislaturas da Assembleia Legislativa do Rio Grande do Sul, de 1955 a 1963.